# Линдеманн, Тилль
Тилль Ли́ндеманн (нем. Till Lindemann; род. 4 января 1963, Лейпциг, ГДР) — немецкий вокалист, поэт, автор текстов песен и фронтмен метал-групп Rammstein, Lindemann и Na Chui. Принимал участие в записи некоторых песен групп Apocalyptica, Phantom Vision, Puhdys, Knorkator и Emigrate, а также исполнителей Kovacs, Zaz и других.
Автор сборников стихов Messer («Нож»), In stillen Nächten («Тихими ночами»), 100 Gedichte («Сто. Лирика») и эксклюзивного Am Sonntag muss ich sterben («Я должен умереть в воскресенье»), снялся в 8 фильмах, был барабанщиком и басистом в First Arsch.
Кроме немецкого, свободно владеет английским языком.

## Биография
Тилль Линдеманн родился 4 января 1963 года в Лейпциге. Отец, Вернер Линдеманн — художник, писатель, автор детских сказок, поэт (написал 43 книги). В городе Росток в честь него была названа школа.
Детские годы Тилль Линдеманн провёл в Шверине на северо-западе ГДР. Когда ему было 12 лет, а его сестре Саскии — шесть, родители развелись, и мать вышла второй раз замуж — за гражданина США.
Линдеманн изучал столярное дело, впоследствии освоил специальности плотника и корзинщика.
С юных лет увлекался спортом: в частности, занимался плаванием и в 10 лет поступил в спортивную школу, готовящую резерв для сборной ГДР, и окончил её в 1980 году. В 1978 году был членом сборной ГДР на чемпионате Европы по плаванию среди юниоров. Его карьера пловца закончилась вскоре после того, как, приехав в Италию на соревнования, он покинул гостиницу, в которой расположилась команда, вместе со своей знакомой девушкой с целью посмотреть Рим, так как раньше он не имел возможности свободно выезжать за границу. Основной причиной завершения карьеры пловца послужила травма мышц живота во время тренировки.
Его отец умер в 1993 году. В то время Линдеманн общался со своим другом Рихардом Круспе, который предложил ему играть в новой группе, которую давно мечтал создать. Круспе заявил, что часто слышал, как Линдеманн поёт, владеет музыкальными инструментами, и уверен, что из него выйдет отличный вокалист. Линдеманн стал фронтменом новосозданной в 1994 году в Берлине группы Rammstein. До этого он играл на ударных в панк-рок-группе First Arsch и приглашался в коллектив Feeling B, но не пошёл туда.
В конце сентября 2011 года снялся в клипе группы Knorkator под названием «Du nich». В 2015 году Линдеманн создал музыкальный проект Lindemann совместно со шведским продюсером и музыкантом Петером Тэгтгреном. В этом же году у проекта Lindemann вышел дебютный альбом Skills in Pills, песни которого были написаны Тиллем на английском языке.

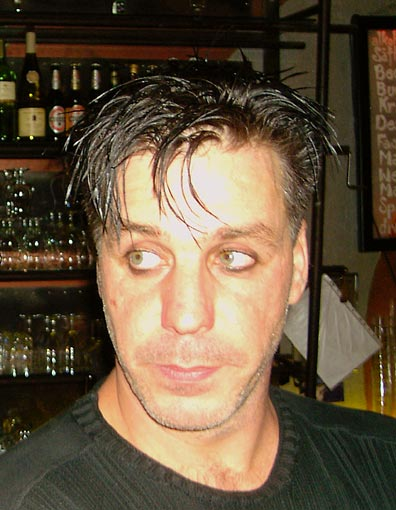

В 2019 году Линдеманн вместе с Rammstein выпустили свой седьмой студийный альбом, спустя десять лет после выхода прошлого. В этом же году вышел второй студийный альбом дуэта Lindemann под названием F & M.
В марте 2020 года, в связи с эпидемией COVID-19 и запретом на мероприятия с численностью участников более 5000 человек, дал в Москве два концерта вместо одного, разделив зрителей на дозволенное число. 27 марта был госпитализирован в Германии с подозрением на коронавирусную инфекцию. Чуть позже этим же днём на официальной странице группы Rammstein заявили о том, что ранее Линдеманн был госпитализирован и провёл ночь в реанимации, но позже перемещён в обычную палату в связи с улучшением состояния. Его тест на COVID-19 дал отрицательный результат.
Линдеманн совместно со скрипачом Дэвидом Гарреттом записал сингл «Alle Tage ist kein Sonntag», представляющий собой кавер на популярную в Германии в 1920-х и 1930-х годах песню, написанную в 1922 году Карлом Фердинандсом и Карлом Клевингом. Оригинальную версию исполняли Фриц Вундерлих и Марлен Дитрих. Сингл вышел 11 декабря 2020 года.
Принимал участие в работе над саундтреком к фильму Тимура Бекмамбетова «Девятаев», записав кавер советской песни «Любимый город». Изначально песню исполнил Марк Бернес в фильме «Истребители». В сентябре 2021 года Линдеманн исполнял эту композицию в Москве на Красной площади в рамках фестиваля «Спасская башня».
Открыл собственный сайт под именем Doctor Dick («Доктор Член»), на котором продаёт именные вибраторы. Снял порноклип на песню «Till the End» с участием русских девушек. Съёмки происходили в Санкт-Петербурге, персонажей видео играли девушки не только из России, но и из других стран Европы. Порнографический клип на песню «Till the End», снятый для его нового проекта под красноречивым названием Na Chui и выложенный на одном из порносайтов, многие поклонники солиста Rammstein восприняли критически.
1 июня 2021 года был выпущен сингл «Ich hasse Kinder» (с нем. — «Я ненавижу детей») и клип на него. Клип был снят в советском антураже.
Линдеманн и вся группа Rammstein выступила против вторжения России на Украину, осудив «ужасающую агрессию со стороны российского правительства», отменил концерты Lindemann в России, планируя выступить в Киеве в конце 2022 года, а позже концерты тура были отменены.
10 марта 2022 года группа Rammstein выпустила клип и сингл «Zeit» («Время»), первый с одноимённого альбома, посвящённый скоротечности времени. Далее группа устроила флешмоб с т. н. «Zeit-капсулами» — фанаты по всему миру должны были найти спрятанные на определённых координатах капсулы, с названиями песен. После официального анонса треклиста, 7 апреля вышел сингл «Zick Zack» («Чик-чик»), а 29 апреля, в день выхода альбома, появился клип на песню, и впоследствии, сингл «Angst» («Страх»). Затем в течение года вышли ещё два клипа, на песни «Dicke Titten» («Большие сиськи») и «Adieu» («Прощай»).

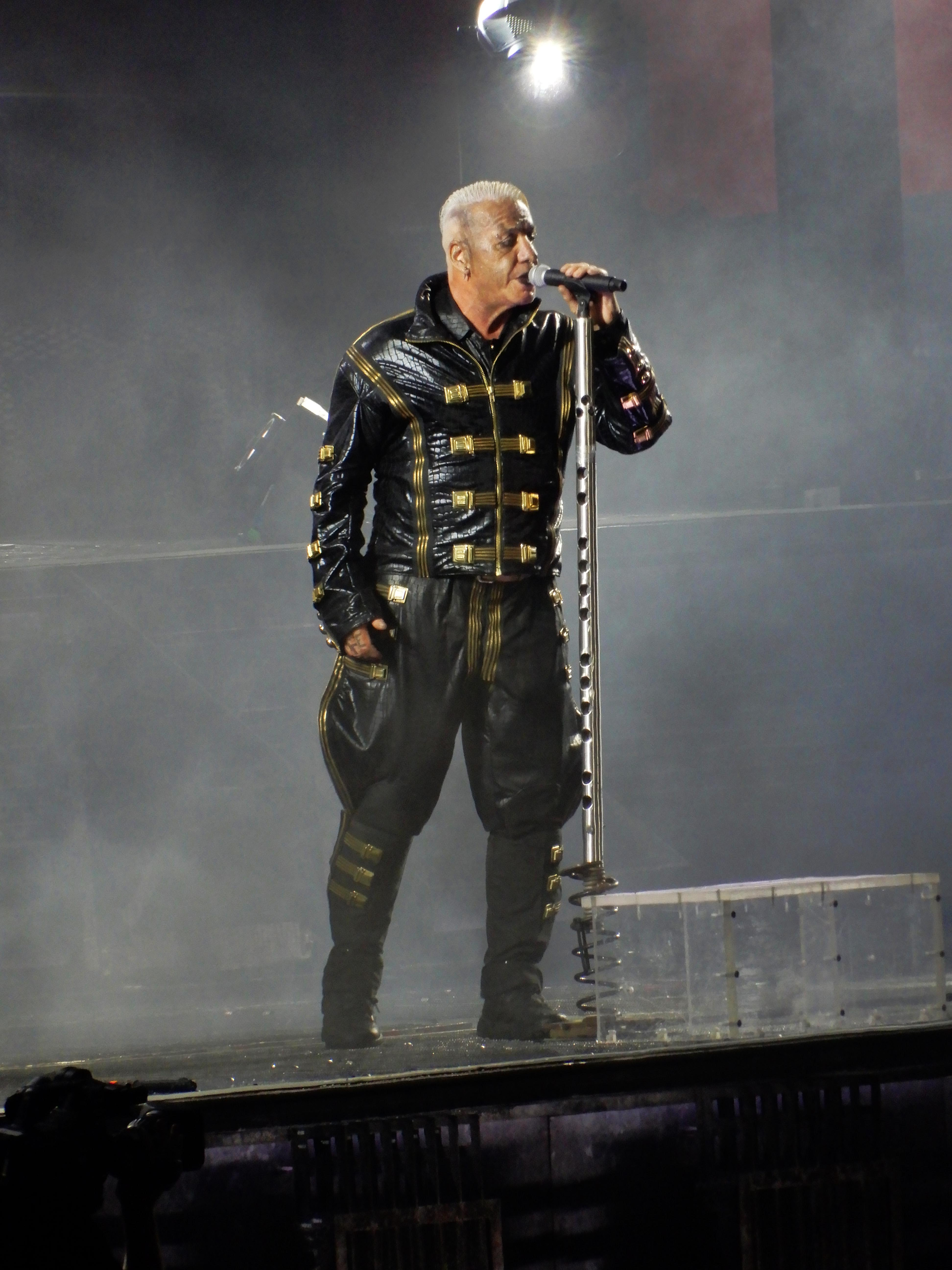
Тилль на концерте Rammstein в Лионе, июнь 2024 года.

Весной 2023 года анонсирует ограниченное издание нового сборника стихотворений Am Sonntag muss ich sterben («Я должен умереть в воскресенье»), проиллюстрированное немецким художником-карикатуристом Бодо В. Клёсом. В комплекте также идёт книга Lieber Fritz, nimm meine Hand («Милый Фриц, возьми мою руку»), которую Тилль написал в 2012 для своего внука Фрица. Полное издание стоит 3000€, что обусловлено дороговизной материала и ручной печатью.
8 сентября 2023 сольно выпустил клип и сингл «Zunge» («Язык»), первый с одноимённого альбома, посвящённый запрету на свободу слова. В клипе также снялась Аглая Тарасова. 29 сентября выпустил клип «NSL» и тройной сингл, состоящий из композиций «Nass» («Мокрый»), «Schweiß» («Пот») и «Lecker» («Вкусный»). 27 сентября выпустил клип и сингл «Sport frei» («Физкульт-привет»). Без раскрытия треклиста 3 ноября вышел альбом Zunge.
25 декабря 2023 выпустил сингл «Entre dos tierras», являющийся кавером на одноимённую песню испанской группы Héroes del Silencio. 12 января 2024 выпустил клип на него.
В конце августа 2024 года стал гостевым артистом на треке группы Phantom Vision «Allein bin ich in guter Gesellschaft» (нем. Я сам с собой — в хорошей компании), вошедшей в их альбом Where the Hell is Heaven?, вышедший тогда же.
17 сентября 2024 выпустил клип на песню «Übers Meer» («Над морем») с альбома Zunge, а также сингл на песню, содержащий ремиксы.
20 декабря 2024, спустя месяц после анонса осеннего тура 2025 года, выпустил одноимённый с туром сингл «Meine Welt» («Мой мир»). Было также анонсировано физическое издание релиза, релиз которого был намечен на март 2025-го. Позднее в цифровом формате были также выпущены два ремикса на вышеназванную песню.
28 марта 2025 был выпущен клип на «Meine Welt», режиссированный Кевином Бодином, снятый в начале месяца во французском городе Компьень, и смонтированный с использованием искусственного интеллекта.
В апреле 2025 года в официальном Instagram вокалиста был выпущен пресс-релиз о том, что Тилль выиграл суд с издателем Kiepenheuer & Witsch, прервавшей контракт по выпуску стихотворений Линдеманна в 2023 году, т. к. их продукция засветилась в порно-клипе вокалиста Till the End в 2020 году. Адвокатом Тилля выступил Саймон Бергманн, благодаря услугам которого Тилль также выиграл дело о фальшивых обвинениях в изнасилованиях и был признан полностью невиновным. Информация была обнародавана в официальных соцсетях вокалиста и также находится в общем доступе.
6 июня 2025 года анонсировал новый сингл «Und die Engel singen» (нем. «И ангелы поют»). 8 июня появилась обложка сингла. Датой премьеры клипа названо 11 июня. Сам клип был снят в Дубае, в апреле 2025 года. Режиссёром выступила Анна Цуканова-Котт, ранее работавшая с Тиллем над клипом на песню Zunge. Клип посвящён памяти Дэвида Линча.

## Семья
Первая жена Тилля — журналистка Анна Кёзелинг. Имя второй супруги неизвестно. В настоящее время Тилль Линдеманн разведён, у него две дочери — Неле и Мария-Луиза. В 2007 году старшая дочь Неле родила внука, Фрица Фиделя.
С 2011 по 2015 годы жил в незарегистрированном браке с немецкой киноактрисой Софией Томаллой.

## Бизнес
С 2005 года Тилль является совладельцем испанской фирмы-производителя модной обуви New Rock.
В декабре 2019 г. Линдеманн совместно с французской компанией Ovin Pion Vodka выпустил лимитированную коллекцию водки под брендом Doctor Dick, который одновременно является его псевдонимом. Тираж в 1000 бутылок был сразу же раскуплен.

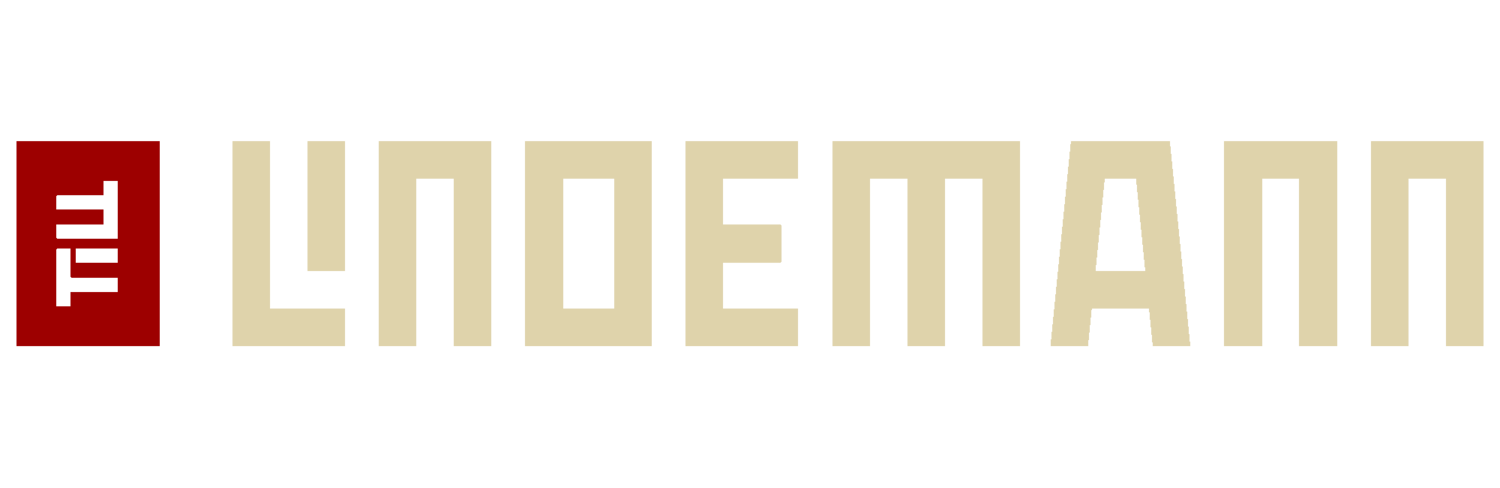
Логотип сольного проекта Тилля.

В 2022 году запустил свою линейку люксовой одежды и красного вина TL.Berlin.

## Актёрская деятельность
О группе Rammstein и её лидере снято семь полноценных фильмов-биографий, где Линдеманн исполнил роль самого себя. В числе самых популярных документальных лент фильмы-концерты — Rammstein Live aus Berlin (1999) и Rammstein: Paris (2017).
Кроме того, музыкант отметился как актер художественных фильмов. Фронтмен немецкой группы несколько раз появлялся в эпизодических ролях. Так, в 2002 году Линдеманн вместе с коллегами по Rammstein сыграл камео в боевике «Три икса», а в 2004-м был на втором плане в образе защитника животных в готичном фильме «Винсент».
Кроме того, российский режиссер Тимур Бекмамбетов пригласил Линдеманна для музыкального озвучивания в свой фильм «Девятаев». Тилль записал кавер советской песни «Любимый город» на русском языке. Изначально песню исполнил Марк Бернес в фильме «Истребители». В сентябре 2021 года Линдеманн спел эту песню в Москве на Красной площади в рамках фестиваля «Спасская башня».
В 2021 и 2022 годах появлялся в рекламах бренда Veganuary.

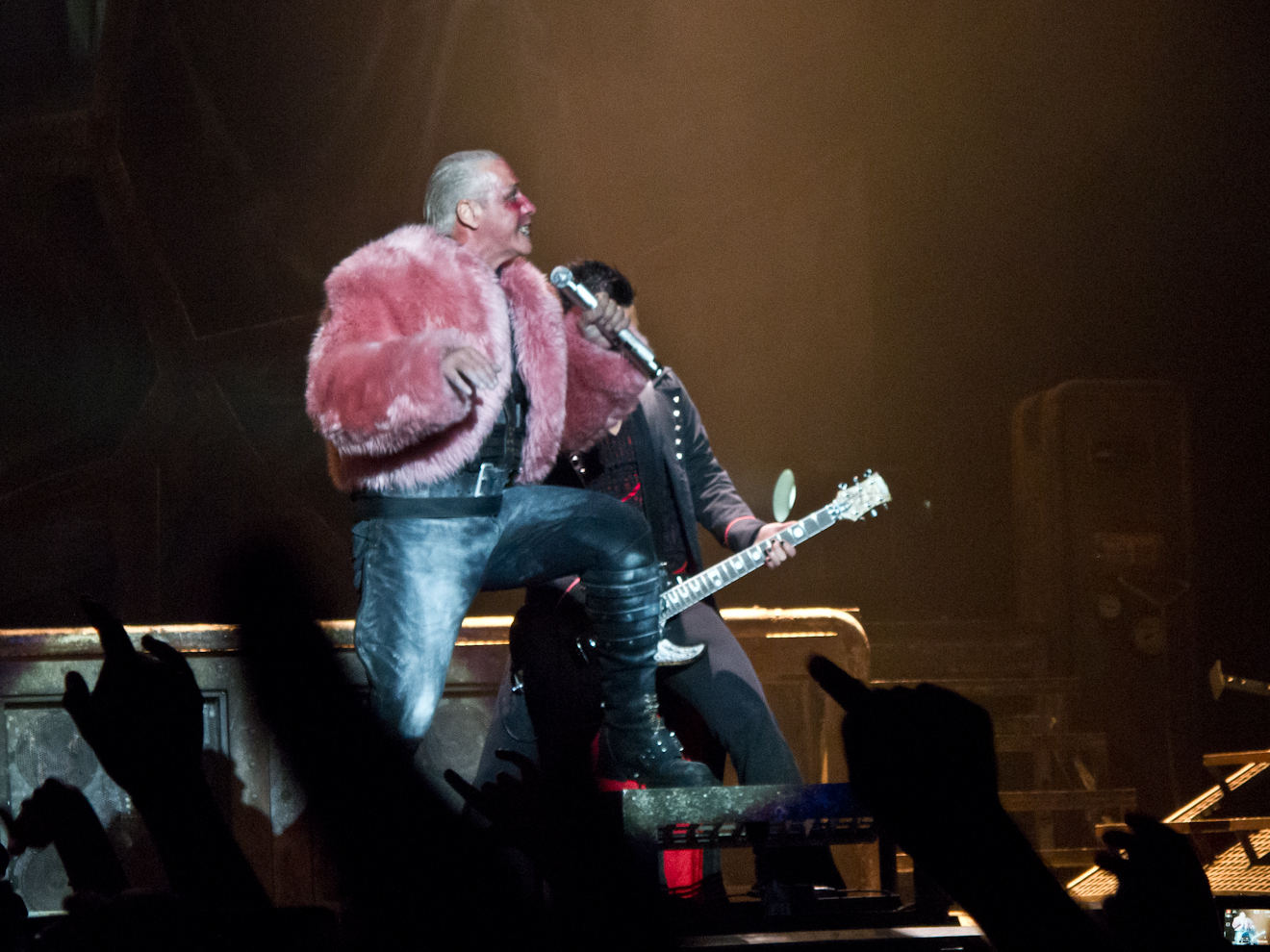
Тилль Линдеманн на концерте Rammstein в 2013.

Весной 2023 года снялся в рекламе оператора онлайн-покер-рума GGPoker. Позже рекламный ролик был удалён в связи с обвинениями Тилля в изнасиловании, появившимися в мае 2023 года, судебные разбирательства по которым окончились победой Линдеманна и доказательством его невиновности.

В 2023 году появилась информация о том, что режиссёр Роберт Гвисдек, ранее работавший с группой Rammstein над клипами для синглов Zeit и Angst, снял короткометражный артхаус-хоррор под названием Tag mit Mutter (нем. «День с матерью»), в котором Тилль должен был исполнить роль сына. Официальное описание фабулы звучит так:
«Мужчина связан со своей матерью метровой пуповиной, которая тянется через весь город. В свой день рождения он навещает ее, принося с собой личинок, торт и мертвого кролика. Мать и сын вступают в последнюю битву за окончательное отделение друг от друга».
В 2025 году в немецких кинотеатрах вышел фильм Rote Sterne überm Feld (нем. «Красные звёзды над полем») режиссёра Лауры Лаабс, повествующий об альтернативной истории Германии, в которой социализм дожил бы до наших времён. Тилль Линдеманн исполнил эпизодическую роль, обозначенную как «лесной царь», что может быть отсылкой к одноимённому произведению Иоганна Вольфганга фон Гёте.

## Фильмография

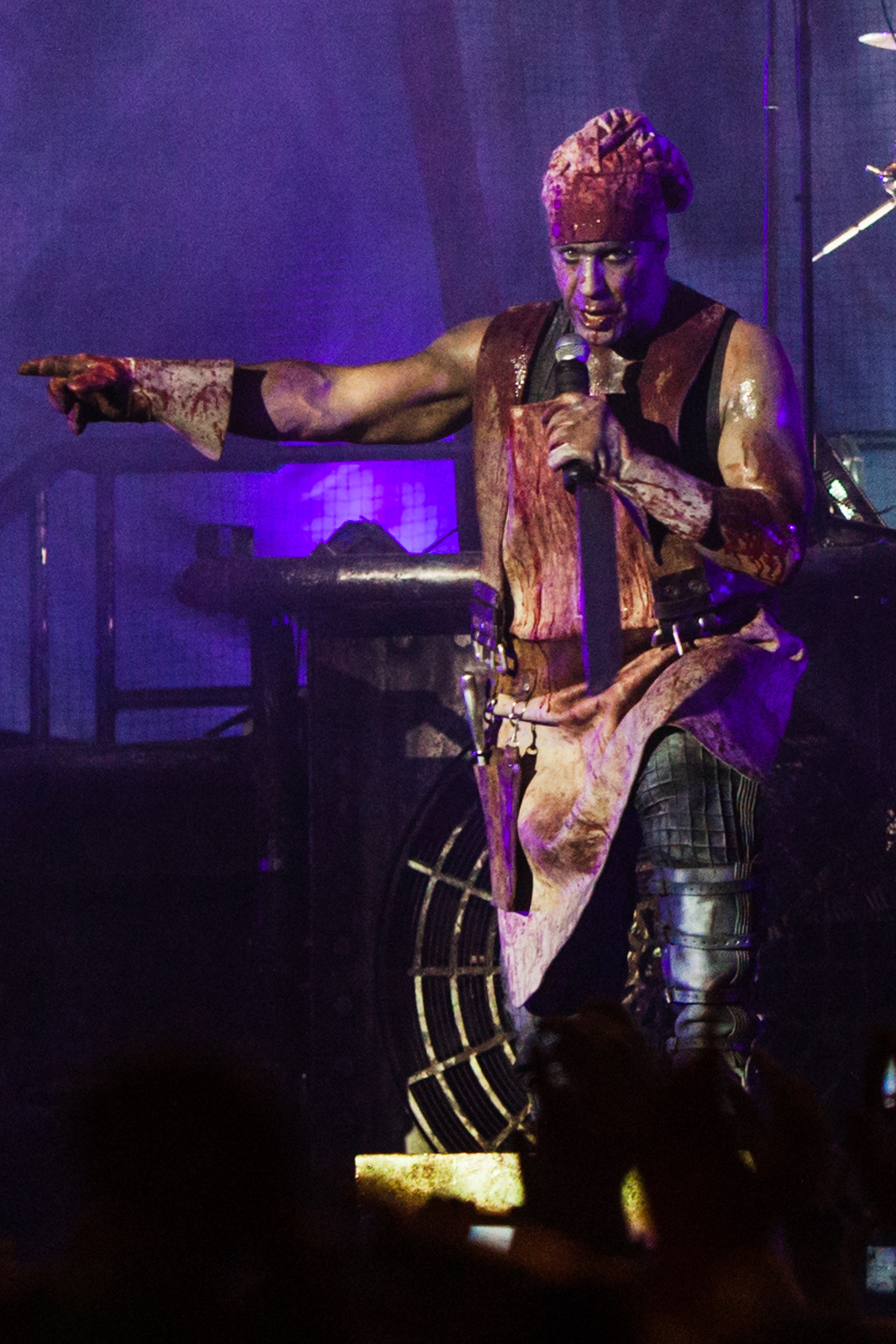
Тилль во время исполнении песни «Mein Teil»

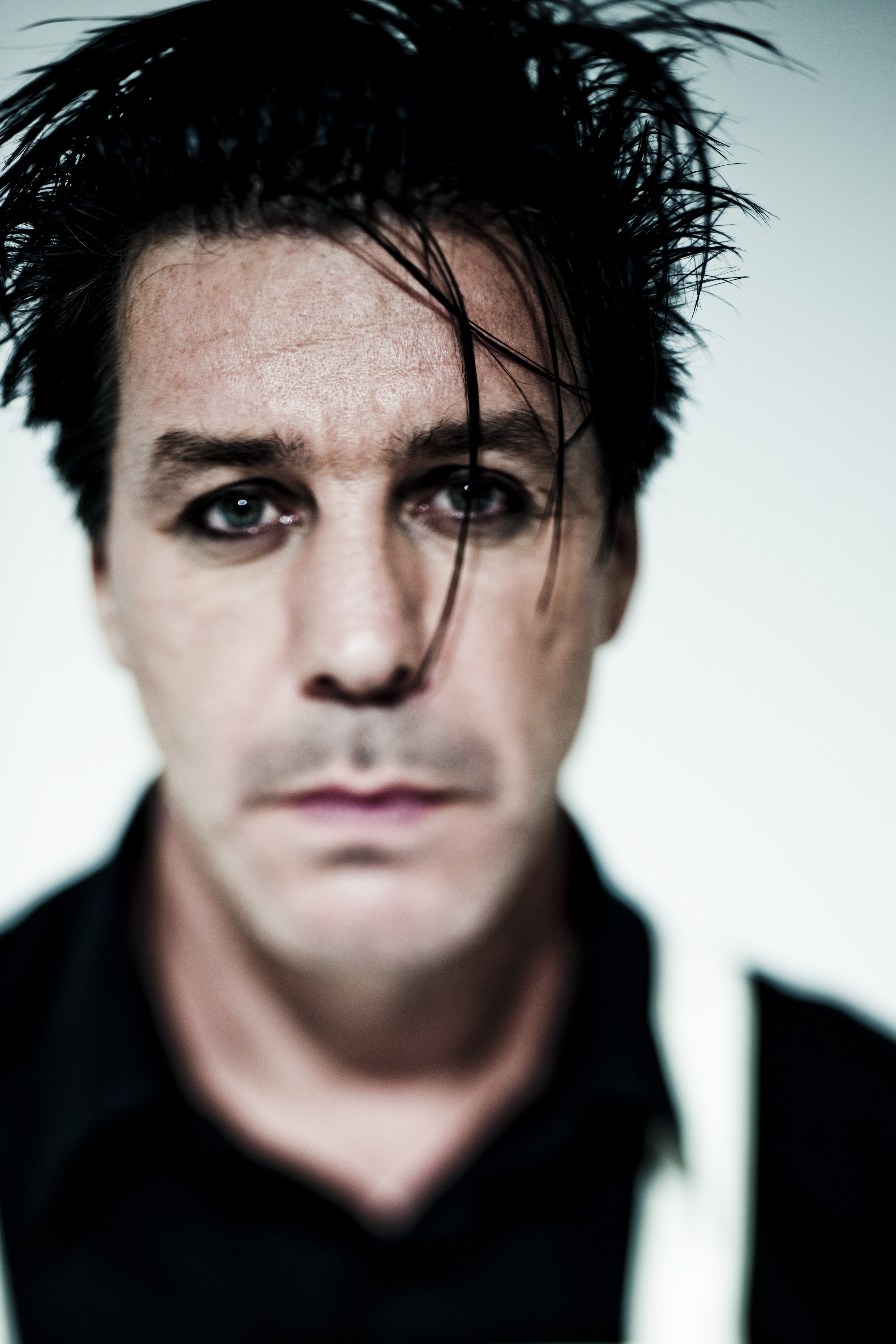
Тилль с обложки русского издания его сборника стихотворений — «В тихой ночи».

- 1999 — «Пола Икс» — Pola X — в роли музыканта
- 1999 — Rammstein Live aus Berlin DVD (видео)
- 2002 — «Три икса» — камео
- 2003 — Rammstein Lichtspielhaus DVD (видео)
- 2003 — Amundsen der Pinguin — Виктор
- 2004 — Vinzent (в роли борца за права животных)
- 2006 — Anakonda im Netz (ТВ) — камео
- 2006 — Rammstein Volkerball DVD (видео)
- 2012 — Rammstein Videos 1995—2012 DVD (видео)
- 2015 — Rammstein in Amerika (документальный фильм)
- 2017 — Rammstein: Paris (концертный фильм)
- 2021 — Live in Moscow (концертный фильм проекта Lindemann)
- 2021 — Ich hasse Kinder (короткометражный фильм)
- 2023 — Tag mit Mutter[39] (короткометражный фильм, не выпущен)
- 2025 — «Rote Sterne überm Feld» — лесной царь

## Дискография
Участвовал во всех релизах группы Rammstein.
Студийные альбомы
- 1995 — Herzeleid
- 1997 — Sehnsucht
- 2001 — Mutter
- 2004 — Reise, Reise
- 2005 — Rosenrot
- 2009 — Liebe ist für alle da
- 2019 — Rammstein
- 2022 — Zeit

Участвовал во всех релизах проекта Lindemann.
Студийные альбомы
Lindemann:
- 2015 — Skills in Pills
- 2019 — F & M

Другие проекты
Na Chui
- 2020 — «Till The End»

В составе First Arsch
- 1992 — Saddle Up

В сольном проекте
- 2023 — Zunge

Участие в релизах

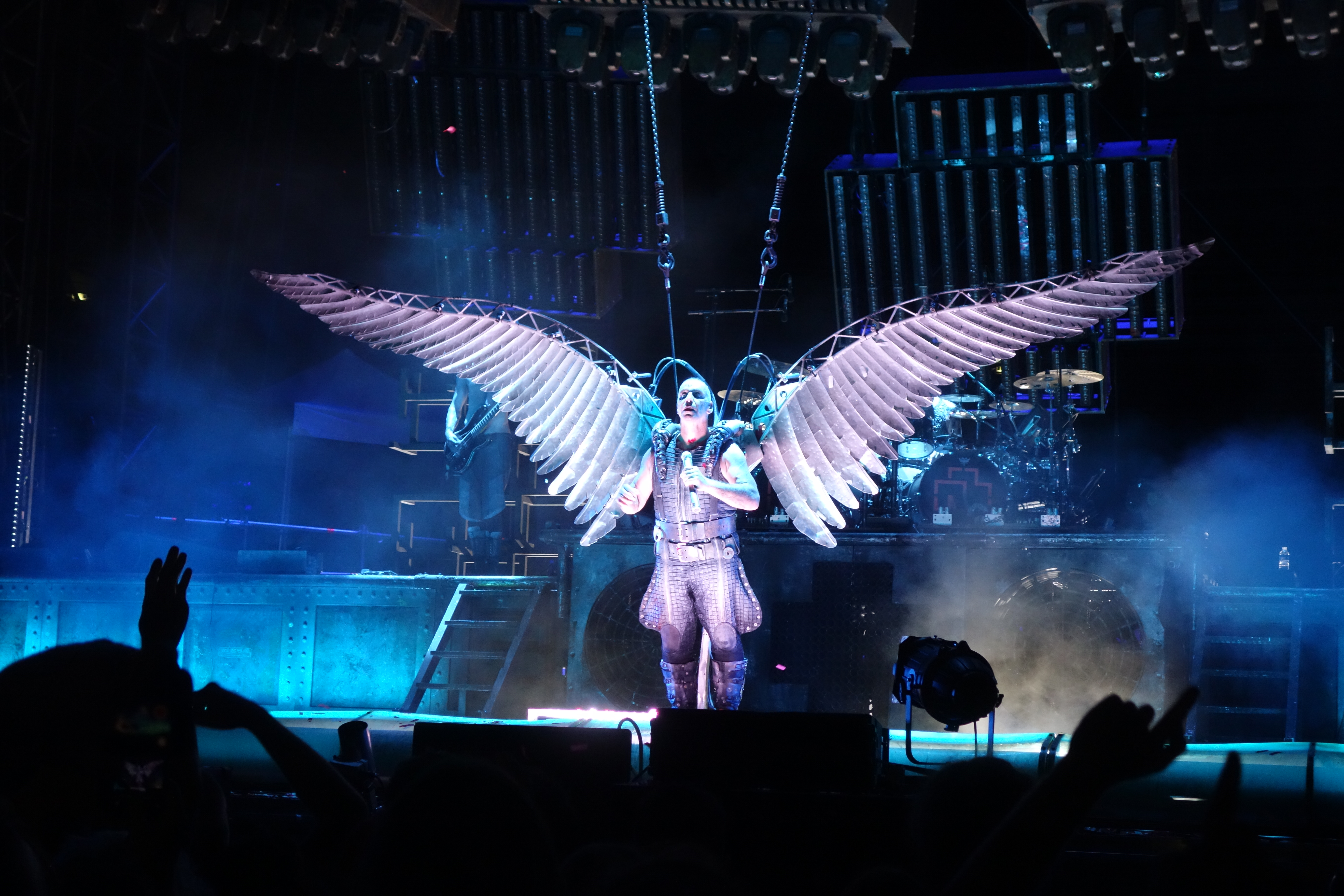
Тилль Линдеманн на концерте Rammstein во время исполнения песни Engel в 2017 году.

Обложка первого сольного альбома Тилля, Zunge.

- 2000 — «Wut will nicht sterben» (Puhdys)
- 2007 — «Helden» (Apocalyptica)
- 2010 — That's Me (Russ and The Velvets)
- 2014 — Ich weiß alles (Roland Kaiser) — примечательно, что здесь Тилль написал лишь текст к песне, но не принял участие в исполнении.
- 2018 — «Let’s Go» (Emigrate)
- 2019 — «1000 Jahre Bier» (Deichkind)
- 2021 — «Always On My Mind» (Emigrate)
- 2021 — «Le jardin des Larmes» (Zaz)
- 2023 — «Child of Sin» (Kovacs)
- 2024 — «Allein bin ich in guter Gesellschaft» (Phantom Vision)

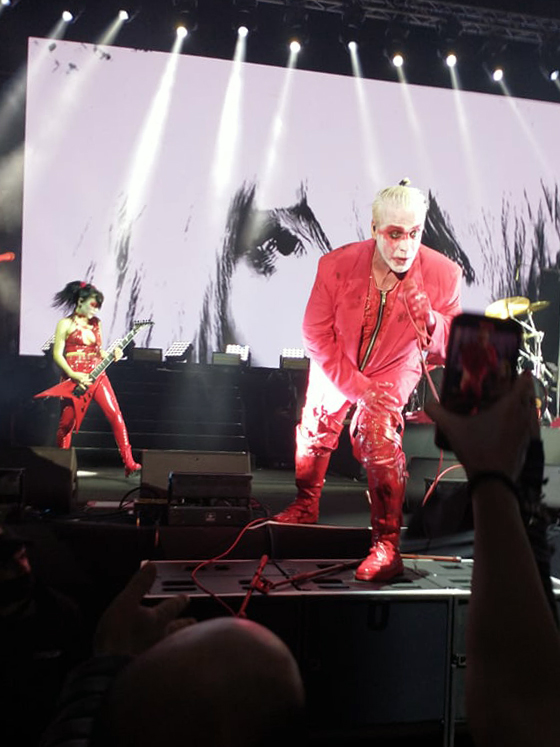
Тилль Линдеманн на своём сольном концерте в Израиле в 2022 году.

#### Cборники стихотворений
- 2002 — Messer (в русском издании — «Нож. Лирика», издано в России в 2017)
- 2013 — In stillen Nächten (в русском издании — «В тихой ночи. Лирика», издано в России в 2018)
- 2015 — Die Gedichte (нем. «Стихотворения», в России не издавался и является компиляцией предыдущих двух сборников в один. Разница в том, что многим безымянным стихотворениям из первой книги даны названия)
- 2019 — 100 Gedichte (в русском издании — «Сто. Лирика», издано в России в 2023)
- 2024 — Am Sonntag muss ich sterben (нем. «Я должен умереть в воскресенье», в России не издавался, продаётся ограниченным тиражом)

#### Совместные фотокниги с Джоуи Келли, включающие в себя некоторые стихотворения
- 2017 — Yukon: Mein gehasster Freund (нем. «Юкон. Мой ненавистный друг»)
- 2020 — Amazonas: Reise zum Río Yavarí (нем. «Амазонка. Путешествие к Рио Жавари»)
- 2024 — Der Rhein: Tiefe Wasser sind nicht still (нем. «Рейн. В тихом омуте черти водятся[* 1]»)

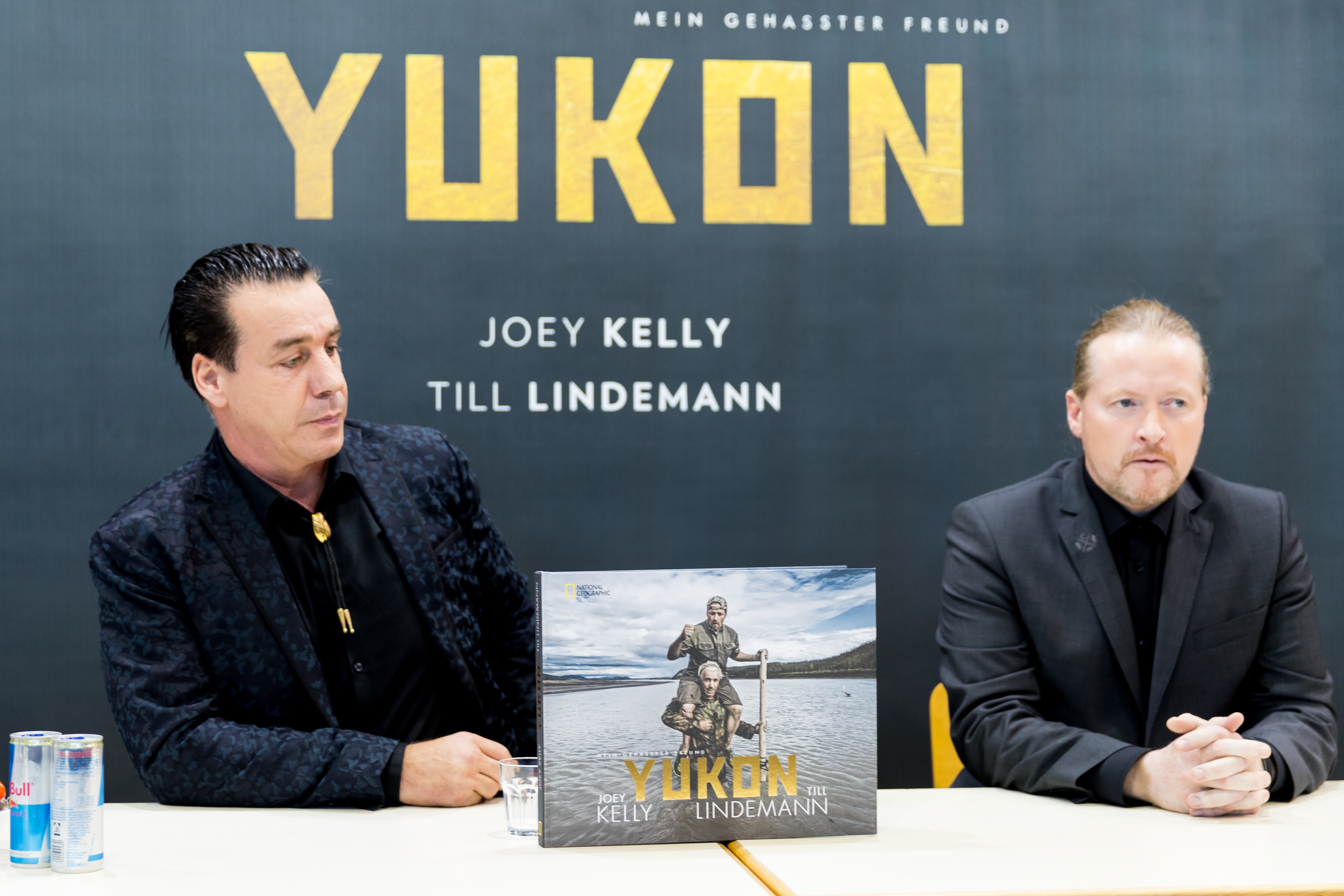
Тилль на презентации первой совместной книги с Джоуи Келли.

#### Участие в иных произведениях
- 1988 — Mike Oldfiel im Schaukelstuhl (в русском здании — «Майк Олдфилд в кресле-качалке»). Книга за авторством отца Тилля, Вернера, известного детского писателя. В переиздании содержит послесловие самого Тилля[40].
- 2001 — Das Unerfreuliche zuerst: Herrengeschichten (нем. «Сначала о неприятном: истории о господах») за авторством Сибиллы Берг. Тилль написал главу Ein Herr über Herren[41].
- 2008 — Das war’s dann wohl: Abschiedsbriefe von Männern (нем. «На этом всё, наверное: прощальные письма от мужчин») за авторством Сибиллы Берг. Тилль написал белое стихотворение Abschied von einem geliebten Tier (нем. «Прощание с любимым животным»), которое позже появилось в его сборнике 100 Gedichte в 2019 году[42].
- 2018 — Wir überleben das Licht (нем. «Мы переживём свет»), выставка стихотворений Тилля Линдеманна и изваяний фламандского скульптора Йохана Тахона[43].